# Rigadin ne veut pas se faire photographier
Pour plus de détails, voir Fiche technique et Distribution.
Rigadin ne veut pas se faire photographier est un film muet français réalisé par Georges Monca, sorti en 1912.

## Fiche technique
- Titre : Rigadin ne veut pas se faire photographier
- Réalisation : Georges Monca
- Scénario : Charles Prince
- Photographie :
- Montage :
- Société de production : Pathé Frères
- Société de distribution : Pathé Frères
- Pays d'origine :  France
- Langue : film muet avec les intertitres en français
- Métrage : 215 mètres
- Format : Noir et blanc — 35 mm — 1,33:1 — Muet
- Genre :  Comédie
- Durée : 7 minutes
- Dates de sortie : 
  - France: 18 octobre 1912

## Distribution
- Charles Prince : Rigadin
- Jacques Beauvais